# Esterházy Ensemble
Az Esterházy Ensemble barytontriókat játszó együttes, amely 2001-ben alakult Bécsben.

## Tagjai
- Michael Brüssing: baryton, viola da gamba és barokk cselló
- Maria Andrásfalvy-Brüssing: barokk cselló, viola da gamba és baryton
- és Bolyki András: barokk brácsa, barokk hegedű.

## Tevékenysége
- A világon egyedülálló módon lemezre vette a Henle Joseph Haydn összkiadásának valamennyi barytontrióját, az oktetteket és a kvintettet, valamint a töredékdarabokat is. Ez a Gesamtaufnahme 2009-ben, a Haydn-évben jelent meg a Brilliant Classics gondozásában.